# Bametan
Bametan (łac. bamethanum) – organiczny związek chemiczny, agonista receptorów β2-adrenergicznych w mięśniach gładkich naczyń krwionośnych, o działaniu wazodylatacyjnym. W lecznictwie stosowany w postaci siarczanu.

## Mechanizm działania
Bametan pobudza metabotropowe receptory β2-adrenergiczne w mięśniach gładkich obwodowych naczyń krwionośnych. Receptory β2 są sprzężone z białkiem Gs, które składa się z trzech podjednostek: α, β i γ. Po przyłączeniu agonisty do receptora, podjednostka α-GTP oddysocjowuje i aktywuje cyklazę adenylową. Cyklaza adenylowa katalizuje przemianę ATP do cAMP. Wzrasta poziom cAMP, który aktywuje kinazy białkowe PKA. Następuje wydalanie jonów wapnia na zewnątrz komórki i zatrzymanie ich uwalniania z siateczki śródplazmatycznej. Ponadto zachodzi fosforylacja kinazy łańcuchów lekkich miozyny (MLCK) i staje się ona nieaktywna. W rezultacie nie dochodzi do powstania kompleksu wapń–kalmodulina–MLCK, co powoduje rozkurcz mięśni gładkich naczyń.

## Farmakokinetyka
Dostępność biologiczna po podaniu doustnym wynosi około 70%. Z białkami krwi wiąże się w 35%. W wątrobie ulega koniugacji. Jest wydalany przez nerki w 25%. Czas półtrwania wynosi 2,5 godziny. Może się kumulować przy niedoczynności nerek.

## Wskazania
- angioneuropatia obwodowa
- choroba Raynauda
- choroba Buergera

## Postacie handlowe
- Vasculat – krople roztwór 1% – flakon 50 ml.

### Dawkowanie
- 10–12,5 mg, 3–5 razy dziennie.